# Łabacz
Łabacz (ukr. Лабач) – wieś na Ukrainie, w obwodzie lwowskim, w rejonie złoczowskim.
Do 2020 w rejonie buskim. 

## Położenie
Na podstawie Słownika geograficznego Królestwa Polskiego i innych krajów słowiańskich: Łabacz to wieś w powiecie brodzkim, 22 km na południowy zachód od Brodów, 8 km na północ od sądu powiatowego w Olesku.